# Marie Aioe Dorion
Marie Aioe Dorion, née vers 1786 en Louisiane et morte le 5 septembre 1850 à Saint-Louis (Oregon), est la seule femme membre d'une expédition terrestre envoyée par la Pacific Fur Company dans le Pacifique Nord-Ouest en 1810.

## Jeunesse
Elle est métisse, née d'une mère Iowa et d'un père canadien français. 
Il est probable que Marie Dorion connaisse Sacagawea.  Peter Stark note les similitudes entre les deux femmes dans son livre Astoria : les deux femmes sont  originaires d'une petite colonie de Saint-Louis et elles sont toutes deux interprètes travaillant dans le commerce des fourrures du Missouri. Marie Dorion est la deuxième femme à parcourir le continent nord-américain, après Sacajawea.  

## Expédition dans le nord-ouest du Pacifique
Marie Dorion épouse Pierre Dorion. Celui-ci est embauché comme interprète par la Pacific Fur Company pour faire partie de l'expédition dirigée par Wilson Price Hunt. L'objectif de cette expédition est d'établir un poste de traite des fourrures à l'embouchure du fleuve Columbia sur la côte de l'Oregon. L'expédition part en 1811 de Saint-Louis. Sont présents leurs deux jeunes garçons, qui ont à peu près deux et quatre ans. Marie Dorion donne naissance à un troisième enfant près de North Powder dans l'Oregon. Cet enfant décède quelques jours après sa naissance. 
Après avoir atteint Fort Astoria, Marie Dorion et sa famille  reviennent avec une partie du matériel de piégeage dans la région de Snake River. En janvier 1814, au poste de traite de fourrure, Marie Dorion apprend par un éclaireur que Pierre Dorion et un petit groupe de piégeurs sont sur le point d'être attaqués par un groupe de guerriers Bannocks. Accompagnée de ses enfants en bas âge, elle rejoint le lieu de l'attaque où tous les trappeurs ont trouvé la mort. 
Plusieurs chevaux laissés par les guerriers Bannock sont aussitôt ramenés par Marie Dorion au petit poste de traite des fourrures. Elle découvre alors que les quelques membres du personnel ont été tués et scalpés. En tentant d'atteindre une autre station de traite des fourrures sûre dans le nord-ouest du Pacifique, l'un des deux chevaux de Marie Dorion meurt dans les Blue Mountains. En attendant le printemps, elle survit seule avec ses deux jeunes enfants en hiver pendant 50 jours. Elle crée des pièges à collets à partir des crinières des chevaux pour se nourrir de souris et d'écureuils avec sa famille. Pour éviter que sa famille ne meure de faim, elle fume la chair de cheval, collecte des baies congelées et rassemble l'écorce intérieure des arbres.  Vers la fin du mois de mars, Marie Dorion peut progresser vers l'ouest, atteignant finalement le village de Walla Walla, épuisée et à court de nourriture. Les responsables du village lui fournissent un soutien matériel et l'aide à retourner à Fort George.
Marie Dorion s'est mariée trois fois et a eu trois autres enfants. Son deuxième mari est Louis Venier. Avec son troisième mari, Jean Toupin, elle s'installe près de Saint Louis, dans la prairie française. C'est ici qu'elle commence à être connue en tant que "Madame"  ou "Madame Iowa". Un des deux fils aînés, Jean Baptiste, rejoint les fusils de l'Oregon et combat dans la guerre de Cayuse.

## Mort et postérité

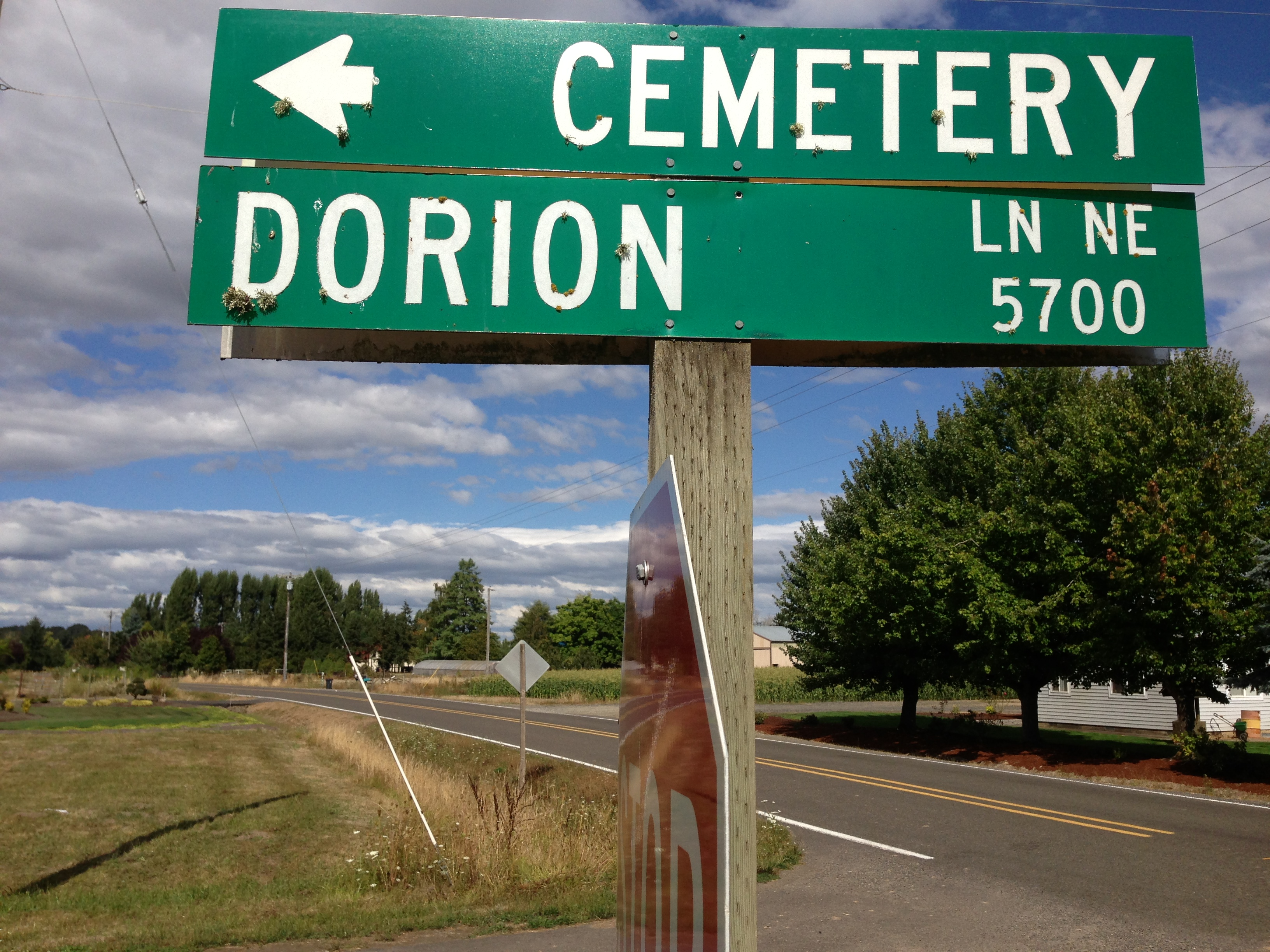
Dorion Lane à Saint Louis, Oregon

Marie Dorion est enterrée le 5 septembre 1850 à l'intérieur de l'église catholique en rondins de Saint-Louis, dans l'Oregon. Lorsque cette église brûle en 1880, elle  est reconstruite, mais l'emplacement de la tombe de Marie Dorion est oublié et reste inconnu à ce jour. C'est le registre de l'église, traduit en anglais plusieurs années après l'incendie de l'église d'origine, qui permet de savoir que Marie Dorion y a été enterrée. On ne connaît pas la raison pour laquelle Marie Dorion a été inhumée dans l'église  plutôt que dans le cimetière voisin, ce qui nécessite une dispense spéciale.
Parmi les lieux commémorant Marie Dorion se trouvent deux parcs : Madame Dorion Memorial Park, à l'embouchure de la rivière Walla Walla près de Wallula, Washington, et Marie Dorion Park, un parc de la ville de Milton-Freewater, Oregon, près des contreforts des Blue Mountains. La résidence universitaire du complexe Dorion de l'Université de l'Est de l'Oregon se trouve à La Grande. Il y a une plaque indiquant l'endroit près de North Powder où elle a probablement accouché. Son nom fait partie des 158 noms de personnes importantes dans l'histoire de l'Oregon et qui sont peints dans la Maison et les chambres du Sénat du Capitole de l'État de l'Oregon. Saint-Louis, dans l'Oregon, a une rue qui porte son nom : Dorion Lane.
L'auteur originaire de l'Oregon, Jane Kirkpatrick, a écrit la trilogie Tender Ties, romans historiques basés sur la vie de Marie Dorion. Les titres des romans de la série sont A Name of Her Own, Every Fixed Star et Hold Tight the Thread.
Le 10 mai 2014, les Filles de la Révolution américaine ont tenu un service à l'église catholique Saint Louis en consacrant un marqueur historique en l'honneur de Marie Dorion.
Marie Dorion est citée dans The Dinner Party, œuvre de Judy Chicago.

## Ouvrages cités
- J. C. Chandler, Hidden History of Portland, Oregon, Charleston, S.C., The History Press, 2013 (ISBN 978-1-62619-198-3)
- Larry E. Morris, The Perilous West: Seven Amazing Explorers and the Founding of the Oregon Trail, Lanham, Maryland, Rowman and Littlefield, 2013 (ISBN 978-1-4422-1112-4, lire en ligne)
- Gayle C. Shirley, More Than Petticoats: Remarkable Oregon Women, Helena, Montana, Falcon Publishing, 1998 (ISBN 1-56044-668-4)